# Músculo esplenio
El esplenio es un músculo ancho y delgado que ocupa toda la altura de la nuca y la parte superior del dorso, situado debajo del trapecio y del esternocleidomastoideo.

## Inserciones
Se origina en la mitad inferior del ligamento de la nuca y en los procesos espinosos de las últimas vértebras cervicales y las 3 o 4 primeras vértebras torácicas, así como en el tercio caudal del ligamento cervical dorsal (septum nuchae). Desde aquí sus fibras se dirigen craneal y lateralmente. Las que proceden de la parte craneal forman un cuerpo muscular aplanado, que se inserta en los dos tercios laterales de la línea occipital craneal y en la cara lateral del proceso mastoides: es el esplenius capitis. Las que proceden de la parte caudal rodean el borde lateral del esplenio de la cabeza y terminan insertándose en el tubérculo dorsal del proceso costotransverso de la tercera cervical y, a veces de la segunda. A esta parte se la denomina esplenius cervicis.

## Esplenio Capitis
Origen: Medio inferior del ligamento nucal y procesos espinosos de las vértebras C7 a T3 o T4
Inserción: proceso mastoides del temporal y tercio lateral de la línea nucal superior del occipital

## Esplenio Cervicis
Origen: Procesos espinosos de vértebras T3 -T6
Inserción: procesos transversos de vértebras C1-C3

## Inervación
El esplenio está inervado por los ramos posteriores de los nervios cervicales, y en particular por el nervio occipital mayor
(C3-C5)

## Acción
Tiene una función unilateral y otra bilateral; la primera es de inclinación y rotación de la cabeza hacia el mismo lado y la segunda es de extensión o hiperextensión del cráneo y el cuello.